# Teoria de placas e lâminas
Em engenharia estrutural, as placas, as lâminas, assim como o elemento estrutural em edificações chamado laje, são elementos estruturais que geometricamente podem ser aproximados por uma superfície bidimensional e que trabalham predominantemente em flexão. Estruturalmente a diferença entre placas e lâminas está na curvatura. As placas são elementos cuja superfície média é plana, enquanto que as lâminas são superfícies curvadas no espaço tridimensional (como as cúpulas, as paredes de reservatórios ou tanques).
Construtivamente são sólidos deformáveis nos quais existe uma superfície média (que é a que se considera aproximada de uma placa ou lâmina), a qual se adiciona uma certa espessura constante por cima e por baixo do plano médio. O fato de que esta espessura é pequena comparada com as dimensões da lâmina e por sua vez pequena comparada com os raios de curvatura da superfície, é o que permite reduzir o cálculo de placas e lâminas reais a elementos idealizados bidimensionais.

## Cálculo de placas

### Hipóteses de Reissner-Mindlin

Deformação transversal de uma placa na hipótese de Reissner-Mindlin onde θ_{i} e dw/dx_{i} não tem necessariamente que coincidir.

As hipóteses de Reissner-Mindlin são um conjunto de hipótese cinemáticas sobre como se deforma uma placa ou lâmina sob flexão que permitem relacionar os deslocamentos com as deformações. Uma vez obtidas as deformações a aplicação rotineira das equações da elasticidade permite encontrar as tensões, e encontrar a equação de governo que relaciona deslocamentos com as forças externas.
As hipóteses de Reissner-Mindlin para o cálculo elástico de placas e lâminas são:
1. O material da placa é elástico linear.
2. O deslocamento vertical para os pontos do plano médio não depende de z: uz(x, y, z) = w(x, y).
3. Os pontos do plano médio só sofrem deslocamento vertical: ux(x, y,0) = 0, uy(x, y,0) = 0.
4. A tensão perpendicular ao plano médio se anula: σzz= 0.

Como consequência os deslocamentos horizontais só se dão fora do plano médio e só se produzem por rotação do segmento perpendicular ao plano médio. Como consequência das hipóteses de Reissner-Mindlin os deslocamentos podem ser escritos como:

{\displaystyle {\begin{cases}u_{x}(x,y,z)=-z\theta _{x}(x,y)\\u_{y}(x,y,z)=-z\theta _{y}(x,y)\\u_{z}(x,y,z)=w(x,y)\end{cases}}}

### Hipótese de Love-Kirchhoff
Nas placas em que se despreza a deformação por cortante, pode-se supor adequadamente uma hipótese adicional, conhecida como hipótese de Love-Kirchhoff. Esta hipótese diz que:
5.
{\displaystyle \theta _{x}(x,y)={\frac {\partial w}{\partial x}}\qquad \theta _{y}(x,y)={\frac {\partial w}{\partial y}}}
Esta hipótese é análoga à hipótese de Navier-Bernoulli para vigas. De fato existe um paralelo entre os modelos de vigas e de placas. O modelo de placa de Reissner-Mindlin é o equivalente da viga de Timoshenko, enquanto que o modelo de placa de Love-Kirchhoff é o equivalente da viga de Euler-Bernoulli.
As hipóteses de Reissner-Mindlin combinadas com a hipótese de Love-Kirchhoff proporcionam uma hipótese cinemática para os deslocamentos. A partir desses deslocamentos pode se calcular facilmente as deformações para uma placa delgada:

{\displaystyle \varepsilon _{xx}={\frac {\partial u_{x}}{\partial x}}=-z{\frac {\partial ^{2}w}{\partial x^{2}}}\qquad \varepsilon _{yy}={\frac {\partial u_{y}}{\partial y}}=-z{\frac {\partial ^{2}w}{\partial y^{2}}}\qquad \varepsilon _{xy}={\frac {1}{2}}\left({\frac {\partial u_{x}}{\partial y}}+{\frac {\partial u_{y}}{\partial x}}\right)=-z{\frac {\partial ^{2}w}{\partial x\partial y}}}

Em função dessas deformações as tensões são calculadas trivialmente a partir das equações de Lamé-Hooke que generalizam a lei de Hooke para sólidos deformáveis.

### Equação de Lagrange para placas delgadas
Para uma placa plana de espessura constante na qual sejam válidas as hipótesis de Reissner-Mindlin e Love-Kircchoff o caimento vertical em cada ponto sob a ação das cargas apoiadas sobre ela é dado por:
{\displaystyle \Delta \Delta w(x,y)={\frac {q(x,y)}{D}}} [1]
Onde w(x, y) é a flexão vertical ou caimento vertical da placa no ponto de coordenadas (x, y), q(x, y) é a carga por unidade de área no mesmo ponto, o operador laplaciano é definido pela seguinte soma de operadores:
{\displaystyle \Delta ={\frac {\partial ^{2}}{\partial x^{2}}}+{\frac {\partial ^{2}}{\partial y^{2}}}+{\frac {\partial ^{2}}{\partial z^{2}}}}

E finalmente a constante D é a rigidez flexional de placas e é dada em função da espessura da placa (h), o módulo de Young (E), o coeficiente de Poisson (ν):
{\displaystyle D={\frac {Eh^{3}}{12(1-\nu ^{2})}}}
É interessante notar que a equação [1] é o análogo da equação elástica para vigas. Para placas de espessura não constante, analogamente ao caso da equação elástica para vigas, a flexão e a carga aplicada estão relacionadas pela equação:
{\displaystyle \Delta \left(D\Delta w(x,y)\right)=q(x,y)} [2]
Onde agora a rigidez flexional D é função D(x, y) que depende do ponto concreto de placa.

### Cálculo de tensões em placas delgadas
Em uma lâmina submetida fundamentalmente a flexão na qual se despreza a deformação por cortante, ou lâmina de Love-Kirchhof, os esforços internos se caracterizam por dois momentos fletores {\displaystyle m_{x},m_{y}\;} segundo duas direções mutuamente perpendiculares e um esforço torsor {\displaystyle m_{xy}}. Estes esforços estão diretamente relacionados com a flexão vertical w(x, y) em cada ponto por:
{\displaystyle {\begin{cases}m_{x}=-D\left[{\cfrac {\partial ^{2}w}{\partial x^{2}}}+\nu {\cfrac {\partial ^{2}w}{\partial y^{2}}}\right]&m_{xy}=-D(1-\nu )\left[{\cfrac {\partial ^{2}w}{\partial y\partial x}}\right]\\m_{y}=-D\left[\nu {\cfrac {\partial ^{2}w}{\partial x^{2}}}+{\cfrac {\partial ^{2}w}{\partial y^{2}}}\right]\end{cases}}}
Onde:
{\displaystyle \nu \,}, é o coeficiente de Poisson do material da placa.
{\displaystyle D=Eh^{3}/12(1-\nu ^{2})\;}, é a rigidez em flexão da placa, sendo:
{\displaystyle E\;} o módulo de Young do material da placa, e h a espessura da placa.
As tensões sobre uma placa são diretamente calculáveis a partir dos esforços anteriores:
{\displaystyle {\begin{cases}\sigma _{xx}={\cfrac {12z}{h^{3}}}m_{y}(x,y)&\sigma _{xy}={\cfrac {12z}{h^{3}}}(1-\nu )^{2}m_{xy}(x,y)\\\sigma _{yy}={\cfrac {12z}{h^{3}}}m_{x}(x,y)&\sigma _{xz}=\sigma _{yz}=\sigma _{zz}=0\end{cases}}}

## Cálculo de lâminas
Uma lâmina é um elemento estrutural bidimensional curvado. Se as placas se tratam analogamente as vigas retas, as lâminas são o análogo bidimensional dos arcos. Usando coordenadas curvilíneas ortogonais sobre a superfície {\displaystyle (\alpha ,\beta )\,} podem se escrever as equações de equilíbrio para os esforços internos para uma lâmina de Reisner-Mindlin como:
{\displaystyle {\begin{cases}-{\cfrac {U'_{v}}{UV}}n_{uv}+{\cfrac {V'_{u}}{UV}}n_{vv}+{\cfrac {q_{u}}{R_{u}}}-{\cfrac {1}{UV}}\left[(Vn_{uu})'_{u}+(Un_{vu})'_{v}\right]=p_{u}\\+{\cfrac {U'_{v}}{UV}}n_{uu}-{\cfrac {V'_{u}}{UV}}n_{vu}+{\cfrac {q_{v}}{R_{v}}}-{\cfrac {1}{UV}}\left[(Vn_{uv})'_{u}+(Un_{vv})'_{v}\right]=p_{v}\\-{\cfrac {n_{uu}}{R_{u}}}-{\cfrac {n_{vv}}{R_{v}}}-{\cfrac {1}{UV}}\left[(Vq_{u})'_{u}+(Uq_{v})'_{v}\right]=p_{\eta }\\-{\cfrac {U'_{v}}{UV}}m_{uv}+{\cfrac {V'_{u}}{UV}}m_{vv}+q_{u}-{\cfrac {1}{UV}}\left[(Vm_{uu})'_{u}+(Um_{vu})'_{v}\right]=m_{u}\\+{\cfrac {U'_{v}}{UV}}m_{uu}-{\cfrac {V'_{u}}{UV}}m_{vu}+q_{v}-{\cfrac {1}{UV}}\left[(Vm_{uv})'_{u}+(Um_{vv})'_{v}\right]=m_{v}\end{cases}}}
Onde:
{\displaystyle {'}_{u},\ {'}_{v}}, indicam as derivadas parciais em relação às coordenadas u, v.
{\displaystyle U=\|{\mathbf {r} '}_{u}\|} é o módulo do vetor tangente associado à coordenada u.
{\displaystyle V=\|{\mathbf {r} '}_{v}\|} é o módulo do vetor tangente associado à coordenada v.
{\displaystyle R_{u},R_{v}\,} são os raios de curvatura segundo as direções das linhas coordenadas.
{\displaystyle p_{u},p_{v},p_{\eta }\,} são as forças por unidade de área em cada ponto da lâmina.
{\displaystyle m_{u},m_{v}\,} são os momentos por unidade de área em cada ponto da lâmina.
{\displaystyle n_{uu},n_{uv},n_{vu},n_{vv}\,} são os esforços de membrana.
{\displaystyle q_{u},q_{v}\,} são os esforços cortantes da placa.
{\displaystyle m_{uu},m_{vv}\,} são os momentos fletores da placa.
{\displaystyle m_{uv},m_{vu}\,} são os momentos torsores da placa.

### Cúpula sob seu próprio peso
Como exemplo das equações anteriores podemos considerar uma cúpula em forma de calota esférica submetida a seu próprio peso. Cada ponto da cúpula bidimensional pode ser parametrizado mediante as coordenadas {\displaystyle (u,v)\ [=(\theta ,\phi )]\,}:
{\displaystyle \mathbf {r} =R_{C}(\sin \theta \cos \phi ,\sin \theta \sin \phi ,\cos \theta ),\qquad \mathbf {p} =(p_{\theta },p_{\phi },p_{\eta })=-p(\sin \theta ,0,\cos \theta )}
Com o qual temos os fatores geométricos seguintes:
{\displaystyle U=\|\mathbf {r} _{\theta }\|=R_{C},\qquad V=\|\mathbf {r} _{\phi }\|=R_{C}\sin \theta }
E portanto as equações anteriores ficarão reduzidas a:
{\displaystyle {\begin{cases}+n_{\phi \phi }\cos \theta +q_{\theta }-(n_{\theta \theta })'_{\theta }-n_{\theta \theta }\tan \theta =-R_{C}p\sin \theta \\-n_{\phi \theta }\cos \theta +{\cfrac {q_{\phi }}{\sin \theta }}-(n_{\theta \phi })'_{\theta }-n_{\theta \phi }\tan \theta =0\\-n_{\theta \theta }-{\cfrac {n_{\phi \phi }}{\sin \theta }}-(q_{\theta })'_{\theta }-q_{\theta }\tan \theta =-R_{C}p\cos \theta \\+m_{\phi \phi }\cos \theta +R_{C}q_{\theta }-(m_{\theta \theta })'_{\theta }-m_{\theta \theta }\tan \theta =0\\-m_{\phi \theta }\cos \theta +R_{C}q_{\phi }-(m_{\theta \phi })'_{\theta }-m_{\theta \phi }\tan \theta =0\end{cases}}}